# Nezu-Museum

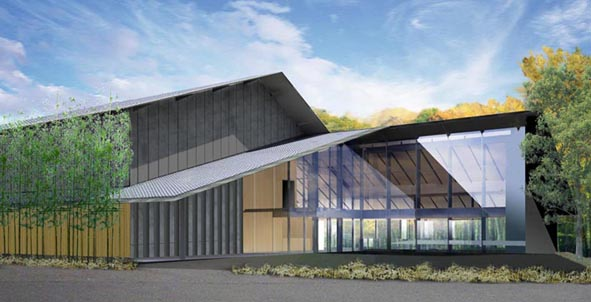
Neubau des Nezu-Museums (Grafik)

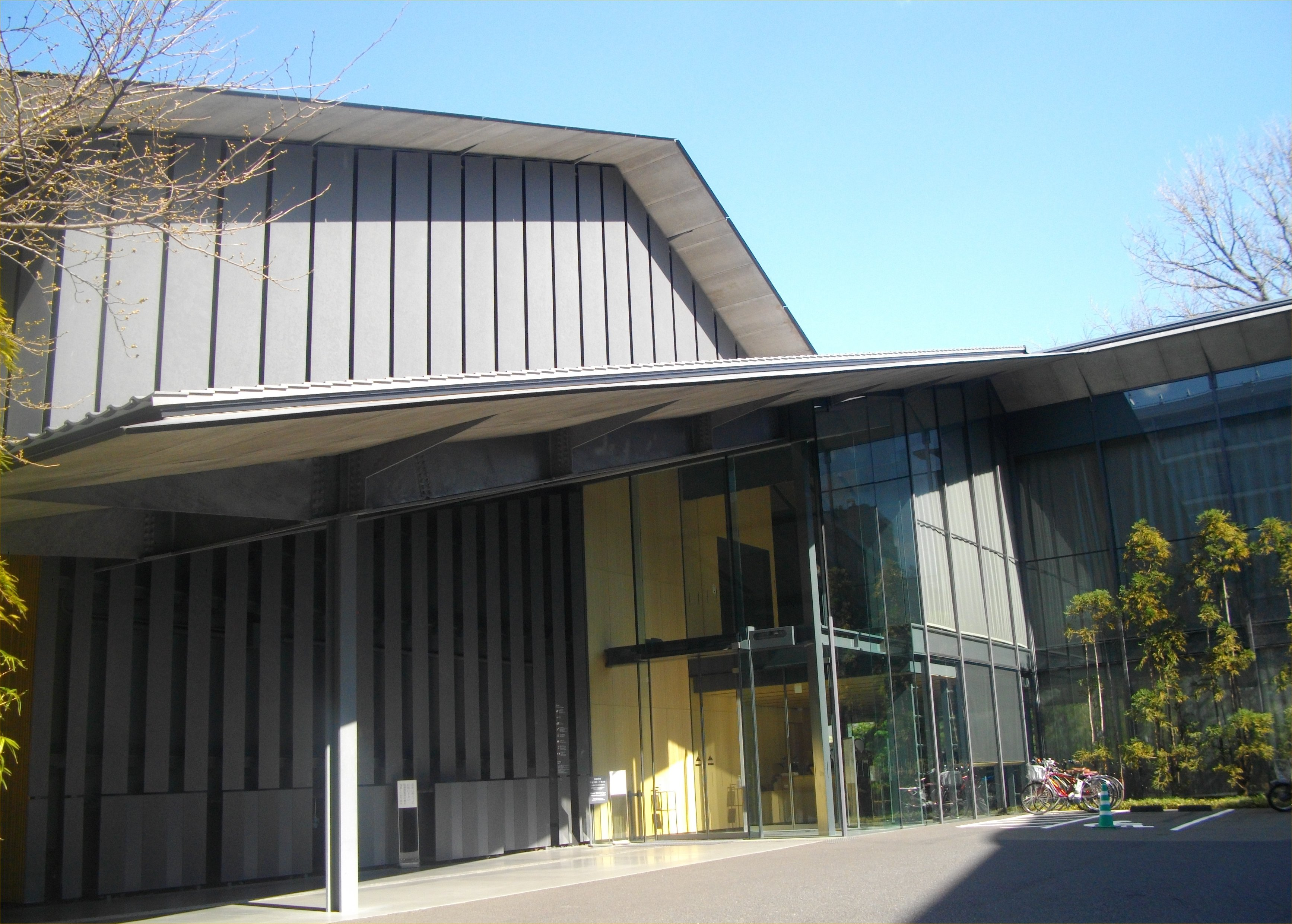
Eingang des Nezu-Museums

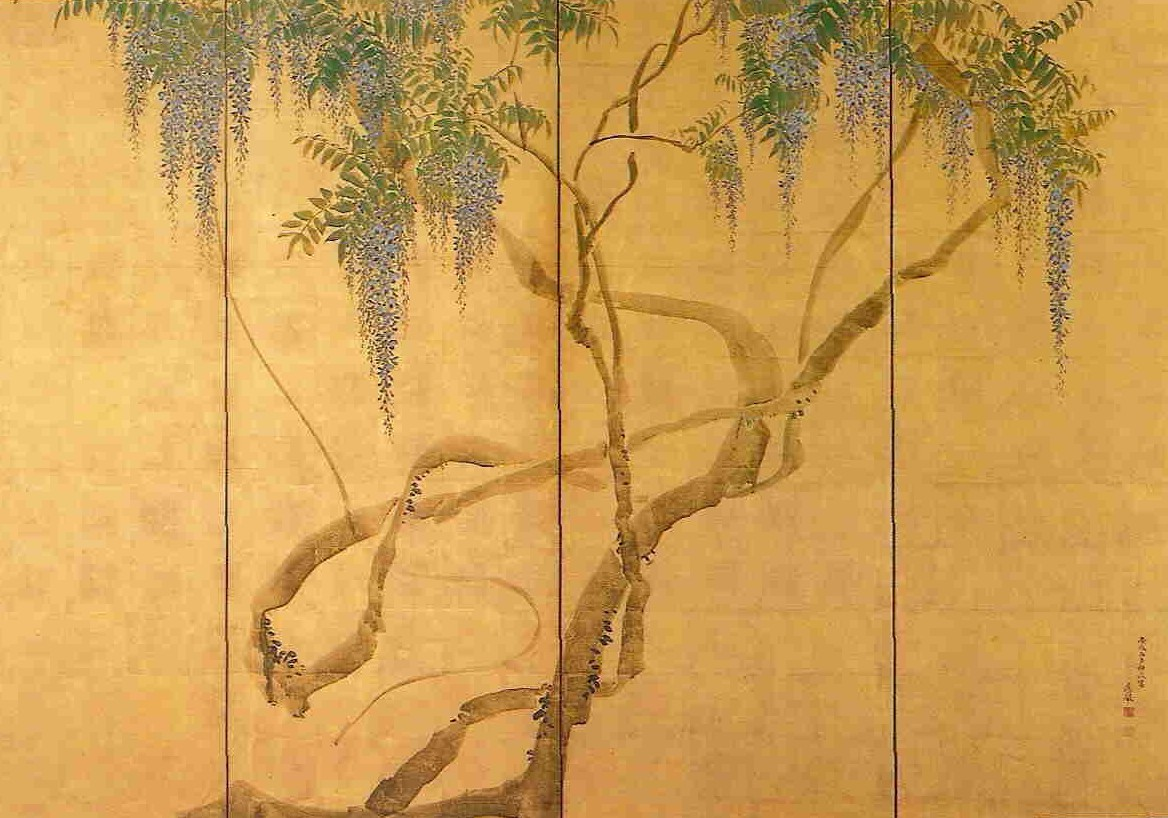
Maruyama Ōkyo
Stellschirmpaar mit Glyzinien (Ausschnitt)

Das Nezu-Museum (japanisch 根津美術館 Nezu bijutsukan) ist ein privates Kunstmuseum der Vormoderne in Minato, Tokio. Es beherbergt eine für ein Privatmuseum ungewöhnlich umfangreiche Sammlung von mehr als 7400 asiatischen und japanischen Kunstschätzen, die auf den Kunstsammler und Industriellen Nezu Kaichirō (1860–1940) zurückgehen. Nezu Kaichirō, der als Präsident der Eisenbahngesellschaft Tōbu Tetsudō tätig war, kaufte das Gelände, auf dem sich das Museum heute noch befindet, 1906. Sein Sohn Nezu Kaichirō II. gründete 1940 eine Stiftung und ließ vom Architekten Imai Kenji den ursprünglichen Museumsbau entwerfen. Das Museum öffnete erstmals 1941 seine Pforten für die Öffentlichkeit. Gegenwärtiger Direktor des Museums ist der Enkel des Gründers, Nezu Kōichi.

## Übersicht
Zum Zeitpunkt der Eröffnung beherbergte das Museum 4643 Werke. Durch einen Bombenangriff 1945 wurden das Museum erheblich beschädigt und eine Vielzahl der Kunstschätze verbrannten. 1954 wurde das Museum nach Abschluss der Wiederaufbaumaßnahmen erneut geöffnet. 1964 wurde das Gebäude ausgebaut und anlässlich des 50-jährigen Bestehens 1991 von Kuma Kengo um zusätzliche Ausstellungsräume erweitert. Auch der weitgehende Neubau von 2006 bis 2009, der die Erdbebensicherheit des Gebäudes berücksichtigt, wurde unter seiner Verantwortung durchgeführt. Durch eine Vielzahl von Spenden konnte das Nezu-Museum 2009 bereits wieder mit 6874 Werken aufwarten.
Unter den ausgestellten Werken befindet sich eine ungewöhnlich hohe Anzahl exzellenter und ausgezeichneter Werke vor allem aus China, Japan und Korea; darunter sieben Nationalschätze Japans, 87 Wichtige Kulturgüter und 96 Wichtige Kunstobjekte (重要美術品).

## Gebäude Übersicht
| Gebäude                | Gebäudeteil                               | Fläche m²                                                             |
| ---------------------- | ----------------------------------------- | --------------------------------------------------------------------- |
| Museum / Hauptgebäude  |                                           | Grundfläche 1947 m² Geschossfläche 4014 m² Ausstellungsfläche 1288 m² |
|                        | Galerie 1 (EG) (wechselnde Ausstellungen) | 383 m²                                                                |
|                        | Galerie 2 (EG) (Kalligrafie und Malerei)  | 144 m²                                                                |
|                        | Galerie 3 (EG) (Skulpturen)               | 44 m²                                                                 |
|                        | Galerie 4 (1. OG) (Bronzen)               | 150 m²                                                                |
|                        | Galerie 5 (1. OG) (Kunsthandwerk)         | 142 m²                                                                |
|                        | Galerie 6 (1. OG) (Tee-Utensilien)        | 166 m²                                                                |
|                        | Museumsshop                               | 59 m²                                                                 |
|                        | Vortragssaal / Aula (UG)                  | 163 m²                                                                |
| Nezucafé               |                                           | Grundfläche 129 m² Geschossfläche 168 m²                              |
|                        | Nutzfläche                                | 78 m² (45 Sitzplätze)                                                 |
| Garten                 |                                           | 17.000 m² (mit 5 Teehäusern)                                          |
| Gesamtfläche insgesamt |                                           | 21.625 m²                                                             |

Anschrift des Museums:

6-5-1 Minami Aoyama, Minato-ku, Tokyo 107-0062

## Ausstellungsschwerpunkte

### Archäologische Funde und Skulpturen
- Set von drei rituellen Gefäßen He (盉), im Taotie Design (饕餮 Pinyin: Tāotiè, jap. Tōtetsu), Shang-Dynastie (12. bis 13. Jhd.), Höhe 71,2 bis 73 cm, (Wichtiges Kulturgut)[7]
- Bronzenes Weingefäß Zun, im Taotie Design, Shang-Dynastie (12. bis 13. Jhd.), Höhe 54 cm, (Wichtiges Kulturgut)[8]
- Seltenes bronzenes Weingefäß Zun, in der Form zweier Schafe, Shang-Dynastie (12. bis 13. Jhd.), Höhe 45,4 cm, Durchmesser 14,9 bis 18,4 cm, (Wichtiges Kulturgut), lediglich das British Museum besitzt ein gleichartiges Fundstück[9]
- Rituelles Bronzegefäß Yi (匜), rechteckig, Kuifeng Design, Zhou-Dynastie (1000 v. Chr.), Höhe 26,1 cm, (Wichtiges Kulturgut)[10]

### Malerei
Als Nationalschätze sind registriert:
- Hängerolle Nachi-Wasserfall, anonym, Kamakura-Zeit
- Stellschirmpaar Schwertlilien, Ogata Kōrin